# Albín Brunovský

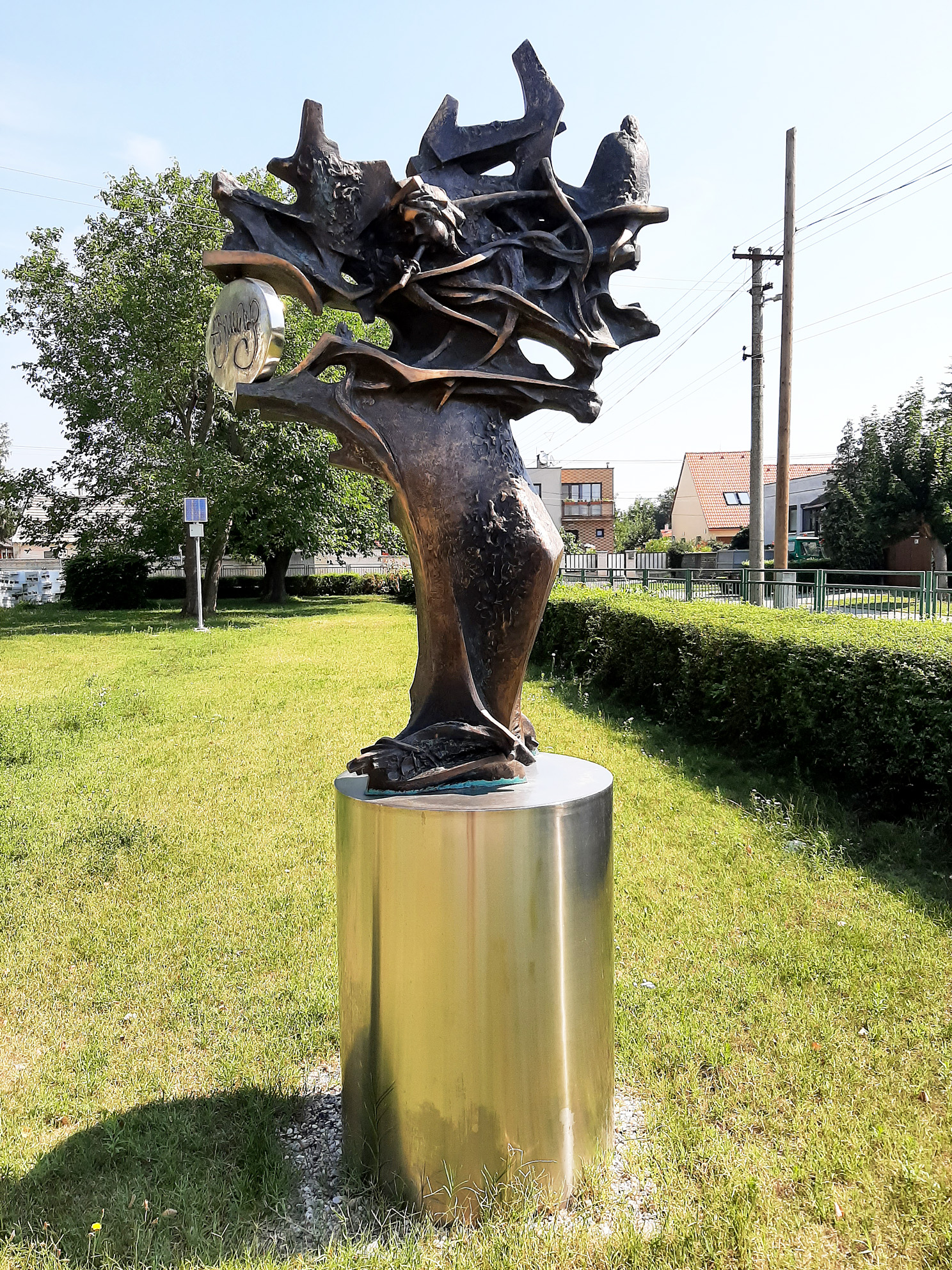
Monumento in onore di Albín Brunovský, a Zohor, opera di Alojz Drahoš.

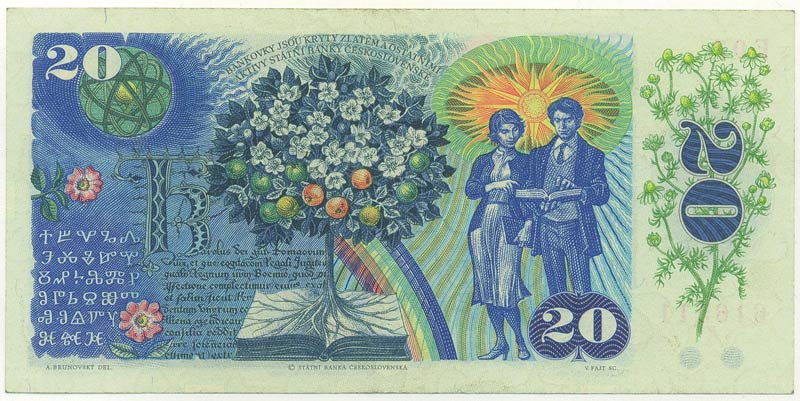
Una banconota da 20 corone cecoslovacche emessa nel 1988 su disegno di Albín Brunovský presenta il tema dell'istruzione.

Albín Brunovský (Zohor, 25 dicembre 1935 – Bratislava, 20 gennaio 1997) è stato un pittore, grafico e illustratore slovacco, autore di bozzetti per banconote e francobolli cecoslovacchi. Fu esponente del realismo fantastico. Fu docente all'Alta scuola di arti figurative di Bratislava.

## Biografia
Dal 1955 al 1961 studiò all'Alta scuola di arti figurative di Bratislava sotto la guida dal professor Vincent Hložník. Dal 1966 fu docente di illustrazione libraria nella stessa scuola e svolse l'attività di insegnamento fino al 1990. Brunovský realizzò soprattutto illustrazioni di libri per l'infanzia, ma fu anche autore dell'ultima serie di banconote cecoslovacche. Nel 1985 lo stato gli conferì il titolo di artista nazionale.
Brunovský sperimentò diverse tecniche. Realizzò opere di legno intagliato, linoleografie, differenti tecniche fotografiche e dipingeva anche su tela. Fu ispirato dalla poesia e dalla letteratura. 
Brunovský è considerato uno dei pittori slovacchi più significativi del dopoguerra. La sua produzione ha tendenze surrealistiche e si utilizza anche l'espressione "scuola di Brunovský", per indicare gli artisti che combinano elementi fantastici con elementi reali e dominano le tecniche grafiche classiche. Brunovský ebbe molti seguaci e i suoi studenti hanno realizzato l'ultima serie di banconote in corone slovacche.

## Premi e riconoscimenti
- 1962: Premio Fraňo Kráľ per il libro Ibis a mesiac. Rozprávky z južných morí, Bratislava
- 1964: Premio ex aequo della Biennale di grafica di Lugano
- 1965: Menzione d'onore per il "Più bel libro cecoslovacco del 1965" per il Don Chisciotte di Cervantes, Bratislava
- 1966: Premio alla Biennale di grafica di Cracovia
- 1967: Premio della città di Parigi alla Biennale dei giovani artisti di Parigi
- 1967: Targa d'oro alla Biennale d'illustrazione di Bratislava per La sirenetta di Andersen
- 1968: Primo premio per il "Più bel libro cecoslovacco del 1968" per lo Schiaccianoci e il re dei topi di Hoffmann, Bratislava
- 1968: Premio alla Biennale di grafica di Cracovia
- 1969: Menzione d'onore al salone del libro per lo Schiaccianoci e il re dei topi di Hoffmann, Bologna
- 1969: Premio Otranto d'Argento, Filottrano
- 1969: Premio Herder, Vienna
- 1972: Menzione d'onore per il "Più bel libro cecoslovacco del 1972" per "Tre principesse in Terrabianca" di Asbjørnsen, Bratislava
- 1972: Grand prix alla Biennale di grafica applicata di Brno
- 1974: Premio dell'editore Mladé letá per il "Libro blu delle favole" di Feldek, Bratislava
- 1975: Primo premio alla Biennale di grafica slovacca di Banská Bystrica
- 1975: Medaglia d'oro alla Biennale ex libris di Malbork
- 1976: Lista d'onore del Premio Hans Christian Andersen per il "Libro blu delle favole" di Feldek
- 1976: Premio della rassegna Inter Graphic di Berlino
- 1977: Mela d'oro al BIB '77 per il libro Koza rohatá a jež di Bodenek, Bratislava
- 1977: Premio della rassegna Footprint, Seattle
- 1977: Primo premio alla Quadriennale di piccole forme fotografiche di Banská Bystrica
- 1978: Premio della rassegna Inter ex libris '78, Frederikshavn
- 1978: Menzione d'onore alla Biennale di grafica di Cracovia
- 1979: Medaglia alla Biennale ex libris di Malbork
- 1979: Premio alla Biennale di piccole forme grafiche di Łódź
- 1980: Grand Prix all'8ª Biennale internazionale di grafica di Cracovia
- 1980: Premio alla Biennale internazionale di grafica di Frechen
- 1981: Mela d'oro al BIB '81 per il libro "Il re pavone" di d'Aulnoy, Bratislava
- 1983: Medaglia alla Biennale di piccole forme grafiche di Łódź
- 1985: Primo premio alla Biennale di grafica di Varna
- 1986: Primo premio alla 10ª Biennale internazionale di grafica di Cracovia
- 1988: Primo premio alla Rassegna internazionale di ex libris Gabriele d’Annunzio, Pescara
- 1989: Premio per il "Più bel libro cecoslovacco del 1989"
- 1992: Premio Do Forni, Venezia
- 1995: Premio Martin Benka, Martin[2]

## Opere
- Stretnutie numizmatikov ("Un incontro di numismatici")
- Dáma s klobúkom ("Dama con il cappello")
- Vernisáž v prírode ("Vernissage nella natura")
- Illustrazione di Modrá kniha rozprávok ("Libro blu delle favole")
- Banconote cecoslovacche
- Sette quadri nell'atrio del Parlamento slovacco